# Мансьет
Мансье́т (фр. Manciet) — коммуна во Франции, находится в регионе Юг — Пиренеи. Департамент — Жер. Входит в состав кантона Ногаро. Округ коммуны — Кондом.
Код INSEE коммуны — 32227.

## География

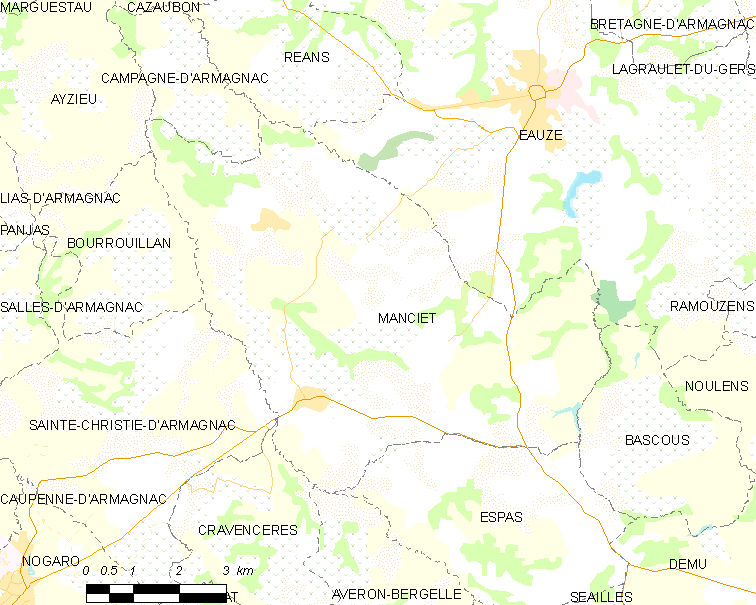
Карта коммуны

Коммуна расположена приблизительно в 590 км к югу от Парижа, в 115 км западнее Тулузы, в 50 км к западу от Оша.
На западе коммуны протекает река Дуз.

## Климат
Климат умеренно-океанический. Лето жаркое и немного дождливое, температура часто превышает 35 °С. Зимой часто бывает отрицательная температура и ночные заморозки. Годовое количество осадков — 700—900 мм.

## Население
Население коммуны на 2010 год составляло 812 человек.
| 1962 | 1968 | 1975 | 1982 | 1990 | 1999 | 2010 |
| ---- | ---- | ---- | ---- | ---- | ---- | ---- |
| 1069 | 1066 | 955  | 857  | 784  | 767  | 812  |

## Администрация
| Период | Период | Фамилия       | Партия | Примечания |
| ------ | ------ | ------------- | ------ | ---------- |
| 2001   | 2020   | Пьер Капдепон |        |            |

## Экономика
В 2010 году среди 450 человек трудоспособного возраста (15-64 лет) 329 были экономически активными, 121 — неактивными (показатель активности — 73,1 %, в 1999 году было 69,7 %). Из 329 активных жителей работали 311 человек (165 мужчин и 146 женщин), безработных было 18 (6 мужчин и 12 женщин). Среди 121 неактивной 32 человека были учениками или студентами, 57 — пенсионерами, 32 были неактивными по другим причинам.

## Достопримечательности
- Церковь Нотр-Дам-де-Питье
- Замок Бланкастет (XV век)